# 硫代乙酸
硫代乙酸是一种有机化合物，化学式为CH3C(O)SH，它是黄色液体，有强烈的硫醇气味。它用于有机合成中巯基的引入。

## 制备
硫代乙酸可以由乙酸酐和硫化氢反应得到：
(CH3C(O))2O  +  H2S   →  CH3C(O)SH  +  CH3CO2H

## 化学性质
硫代乙酸离解出的硫代乙酸根可以用于制备硫代乙酸酯。 硫代乙酸酯的水解会产生硫代乙酸。由硫代乙酸钠和卤代烃的反应，可以制备硫代乙酸酯。一些反应如下：
CH3C(O)SH  +  NaOH   →  CH3C(O)SNa  +  H2O
CH3C(O)SNa  +  RX   →  CH3C(O)SR  +  NaX   (X = Cl, Br, I, etc)
CH3C(O)SR  +  2 NaOH   →   CH3CO2Na  +  RSNa  +  H2O
RSNa  +  HCl   →   RSH  +  NaCl